# 绿尾鹦雀
绿尾鹦雀（学名：Erythrura hyperythra）是常见于印度尼西亚、马来西亚和菲律宾的梅花雀。其全球活动范围约有1,000,000至10,000,000平方千米。
绿尾鹦雀分布于亚热带和热带的山地湿润森林。该物种的保护状况被评为无危。